# エミール・ヘスキー
エミール・ウィリアム・アイヴァンホー・ヘスキー（Emile William Ivanhoe Heskey, 1978年1月11日 - ）は、イングランド・レスター出身の元サッカー選手。元イングランド代表。ポジションはFW。

## 経歴
1994年に故郷のクラブチームであるレスター・シティに入団。2000年にリヴァプールへ移籍するとマイケル・オーウェンとの連携でともに成長し、2000-01シーズンにはUEFAカップを制覇。イングランド代表にも招集された。
2002年の日韓ワールドカップでは、決勝トーナメントのデンマーク戦でゴールを記録した。2006年にウィガン・アスレティックFCへ移籍、その後2009年にアストン・ヴィラへ移籍し2012年からはAリーグのニューカッスル・ユナイテッド・ジェッツFC
でプレー。当時オーストラリアでサッカーの人気はさほどなく、イングランドの有名選手ということもあり、デル・ピエロと共にaリーグを盛り上げた。2年後にイングランドに戻りフットボールリーグ・チャンピオンシップに所属していたボルトン・ワンダラーズFCへ移籍、2016年までプレーした後引退した。

## 代表歴

### 出場大会
- イングランド代表
  - 2002 FIFAワールドカップ
  - 2010 FIFAワールドカップ

### 試合数
- 国際Aマッチ 62試合 7得点（1999年-2010年）[1]

| イングランド代表 | 国際Aマッチ | 国際Aマッチ |
| 年               | 出場        | 得点        |
| ---------------- | ----------- | ----------- |
| 1999             | 4           | 0           |
| 2000             | 7           | 1           |
| 2001             | 9           | 2           |
| 2002             | 11          | 1           |
| 2003             | 7           | 1           |
| 2004             | 5           | 0           |
| 2005             | 0           | 0           |
| 2006             | 0           | 0           |
| 2007             | 2           | 0           |
| 2008             | 5           | 0           |
| 2009             | 7           | 2           |
| 2010             | 5           | 0           |
| 通算             | 62          | 7           |